# Aleksandar Jovanović (Fußballspieler, 1992)
Aleksandar Jovanović (serbisch-kyrillisch Александар Јовановић, * 6. Dezember 1992 in Niš) ist ein serbischer Fußballtorwart und spielt aktuell beim FK Partizan Belgrad.

## Vereinskarriere

### Radnički Niš
Jovanović begann in der Jugend von Radnički Niš.

### FK Rad Belgrad
Jovanović begann seine professionelle Karriere bei FK Rad Belgrad. In der Zwischenzeit wurde er an FK Palić ausgeliehen. Sein Debüt in der SuperLiga gab er unter Trainer Marko Nikolić in einem Spiel gegen Roter Stern Belgrad am 3. März 2013, als Stammtorhüter Filip Kljajić die rote Karte sah und Jovanović von der Bank eingewechselt wurde. Nach der Saison 2013/14, die er als 3. Torhüter hinter Filip Kljajić und Branislav Danilović verbrachte, begann Jovanović die Saison 2014/15 als erster Torwart unter Trainer Milan Milanović. Nach einigen Spielen verlor er seinen Stammplatz wieder und verließ den Verein während der Winterpause.

### Radnički Niš
Nach einem kurzen Aufenthalt bei Donji Srem kehrte Jovanović im Sommer 2015 zum FK Radnički Niš zurück, um Nachfolger von Milan Borjan im Tor zu werden. Er unterzeichnete einen Zweijahresvertrag mit dem Verein, bei dem er seine Jugendkarriere verbracht hatte. Nach nur 8 Gegentoren in 18 Spielen zeigte Partizan Belgrad bereits Interesse an ihm.

### Aarhus GF
Im Sommer 2016 wechselte Jovanović aber dann nach Dänemark und unterzeichnete einen Vier-Jahres-Vertrag bei Aarhus GF. Sein offizielles Debüt für den neuen Verein gab er am 17. Juli 2016 im ersten Spiel der Saison 2016/17 der dänischen Superliga gegen Sønderjysk Elitesport. In einem Spiel gegen Esbjerg fB in derselben Saison kollidierte er mit seinem Teamkollegen Dino Mikanović und erlitt eine Kopfverletzung, woraufhin er ausgewechselt wurde. Im Mai 2017 stellte Jovanović einen Rekord auf, indem er in der dänischen Superliga 423 Minuten lang ohne Gegentor blieb.

### SD Huesca (Ausleihe zu Aarhus GF / Deportivo La Coruña)
Am 28. August 2018 wurde bekannt gegeben, dass Jovanović einen Dreijahresvertrag mit dem La Liga Club SD Huesca unterzeichnet hat. Er absolvierte zwölf Spiele für Huesca in der spanischen La Liga, doch der Verein belegte den vorletzten Platz in der Tabelle und stieg ab. Am 15. September 2020 löste er seinen Vertrag mit dem Verein auf. In der folgenden Saison wechselte Jovanović, noch als Hueska-Spieler, auf Leihbasis zu Aarhus GF und anschließend zu Deportivo La Coruña.

### Apollon Limassol
Am 29. September 2020 unterzeichnete Jovanović einen Ein-Jahres-Vertrag mit dem zyprischen Erstligisten Apollon Limassol. Nach beeindruckenden Leistungen in der Saison 2020/21 der zyprischen First Division verlängerte er seinen Vertrag mit dem Verein bis Mai 2024. Während der Saison 2021/22 trug Jovanović maßgeblich zum Triumph von Apollon bei, der nach 16 Jahren wieder die Meisterschaft gewann. Er wurde am 17. Spieltag der Saison 2021/22 zum wertvollsten Spieler (MVP) der Mannschaft ernannt und zum besten Torhüter der Liga gewählt, was seine herausragenden Leistungen in der gesamten Saison unterstreicht. Bei den PASP-AWARDS (Greek Union of Professional Football Players) 2021/22 gewann er die Auszeichnung für die zweitbeste Parade der Saison, die er am 15. Spieltag gegen AEL Limassol zeigen konnte.

### Partizan Belgrad
Am 29. Juni 2023 hat Partizan Belgrad den Transfer von Jovanović von Apollon Limassol für 450.000 € abgeschlossen. Er gab sein Debüt am 6. August in der zweiten Runde der serbischen SuperLiga bei einem 2:0-Sieg über Vojvodina Novi Sad im Karađorđe-Stadion. Jovanović war der absolute Held der beiden Spiele gegen Sabah FK in der dritten Qualifikationsrunde zur UEFA Europa Conference League 2023/24. Im Hinspiel in Aserbaidschan, das mit 0:2 verloren ging, rettete er einen Elfmeter und machte mehrere weitere wichtige Paraden, wodurch er eine deutliche Niederlage von Partizan verhinderte. Im Rückspiel in Belgrad, nach dramatischen 120 Minuten Spielzeit sowie fünf Elfmeterserien ohne Sieger, parierte Jovanović den 6. Elfmeter von Namik Alaskarov zweimal, weil der Versuch aufgrund vorherigen Verlassens der Torlinie wiederholt wurde. Am 20. Dezember besiegte Partizan im 171. „ewigen Derby“ Stadtrivale Roter Stern Belgrad mit 2:1, wobei Jovanović aufgrund 6 überragenden Paraden als Mann des Spiels ausgezeichnet wurde. Am 9. März 2024 im zweiten Ewigen Derby der Saison (Endstand 2:2) verbuchte Jovanović acht hochkarätige Paraden und wurde deswegen zum besten Spieler des 24. Spieltags der serbischen SuperLiga erklärt.

## Nationalmannschaft
Jovanović erhielt seine erste Berufung in die serbische Nationalmannschaft für ein Freundschaftsspiel gegen Russland am 5. Juni 2016. Sein Debüt für die Nationalmannschaft Serbiens gab er am 15. November 2016 in einem Freundschaftsspiel gegen die Ukraine (Endstand 0:2) in Charkiw. Im Mai 2018 wurde er in den vorläufigen Kader Serbiens für die FIFA-Weltmeisterschaft 2018 in Russland berufen.

## Erfolge
Mit Apollon Limassol
- Zyprischer Meister: 2021/22

- Zyprischer Superpokalsieger: 2022